# Chinesischer Leberegel
Der Chinesische Leberegel (Clonorchis sinensis) ist ein zur Klasse der Saugwürmer gehörender Parasit. Endwirte sind fischfressende Säugetiere (Katzen) und der Mensch. Weltweit sind nach Schätzungen 20 bis 30 Millionen Personen infiziert. Der chinesische Leberegel ist die einzige Art in der Gattung Clonorchis. 

## Geschichte
Die Gattung ist monotypisch, die 1883 von Baelz beschriebene Art Clonorchis endemicus ist nur eine kleinere Variante des Chinesischen Leberegels. Die Gattung wurde von Arthur Looss 1907 wegen der baumartig verzweigten Hoden von der Gattung Opisthorchis mit ihren einfachen oder gelappten Hoden abgegrenzt. Allerdings wird die Validität der Gattung von vielen Parasitologen mittlerweile angezweifelt, da auch einige in jüngerer Zeit entdeckte Opisthorchis-Arten dieses Merkmal haben. Der Gattungsname wurde dennoch beibehalten, weil er in der medizinischen Literatur weit verbreitet und fest etabliert ist. Zudem gibt es einige Unterschiede im Bau der Zerkarien und Metazerkarien beider Gattungen.
Der erste Nachweis stammt von einer Obduktion eines in Kalkutta lebenden chinesischen Zimmermanns aus dem Jahre 1874 durch McConnell. Drei Jahre später wurde der Parasit bei Obduktionen von drei Chinesen in Mauritius gefunden, ein weiterer von McConnell bei einem chinesischen Koch aus Hongkong. Die Art wurde von Thomas Spencer Cobbold zunächst als Distoma sinense bezeichnet.

## Verbreitung
Der Chinesische Leberegel kommt in Ostasien (Volksrepublik China, Taiwan, Vietnam, Japan, Korea) vor. Der Lebenszyklus ist an Süßwasser gebunden.

## Merkmale
Der erwachsene Egel ist abgeflacht, 10 bis 25 mm lang und 3 bis 5 mm breit. Er besitzt zwei Saugnäpfe (oral und ventral). Clonorchis bedeutet „zweigförmiger Hoden“ und beschreibt die durch das transparente Parenchym sichtbare Struktur der männlichen Geschlechtsorgane des Parasiten. Die Würmer sind Zwitter.

## Lebenszyklus

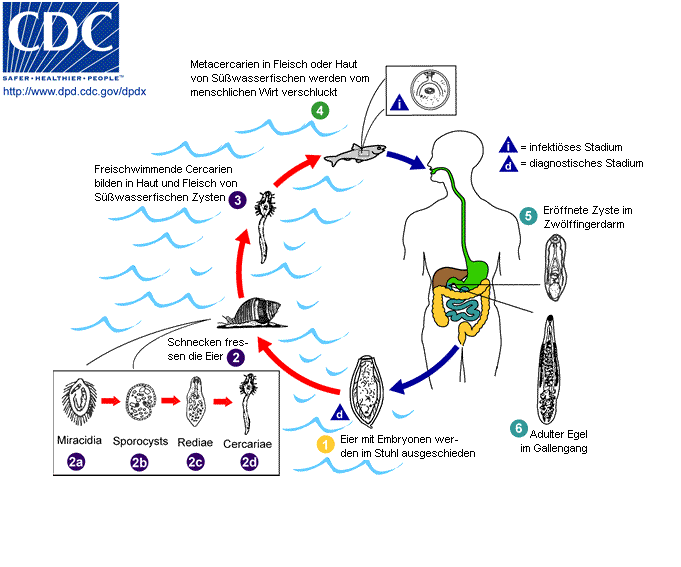
Lebenszyklus

Der Lebenszyklus beginnt mit der Absetzung der Eier im Kot des Wirtes. Der erste Zwischenwirt ist eine Süßwasserschnecke (Bithynia siamensis), in der das Miracidium (Flimmerlarve) nach Aufnahme schlüpft. Innerhalb der Schnecke wandelt sich das Miracidium in eine Sporocyste (Brutschlauch) um, die intern durch Knospung Redien (Stablarven) produziert. Die Redien ihrerseits entwickeln sich – immer noch innerhalb der Schnecke – weiter und setzen durch weitere ungeschlechtliche Fortpflanzung Zerkarien (Schwanzlarven) frei. Diese entweichen ins Wasser und durchbohren die Haut eines Fisches. In dessen Muskulatur bilden sie Metazerkarialzysten. Durch den Verzehr von ungekochtem Fisch kann sich der Mensch infizieren. Die Metacercarien penetrieren den Dünndarm und wandern in die Leber. Dort halten sie sich in den Gallenwegen auf und reifen zum erwachsenen Egel. Nach drei bis vier Wochen beginnt der Wurm Eier zu legen, die über die Galle in den Stuhl gelangen.

## Erkrankung
Der Befall des Menschen mit Clonorchis sinensis wird als Clonorchiose bezeichnet. Trotz ihrer geringen Bekanntheit gilt sie als weltweit dritthäufigste Wurmerkrankung. Sie ist ein Risikofaktor für die Entstehung des Cholangiokarzinoms.